# Liulin, Tianjin
Liulin (kinesiska: 柳林, 柳林街道) är ett stadsdelsdistrikt i Kina. Det ligger i storstadsområdet Tianjin, i den norra delen av landet, nära eller i stadens centrum. Antalet invånare är 101 679. Befolkningen består av 53 597 kvinnor och 48 082 män. Barn under 15 år utgör 5,0 %, vuxna 15-64 år 85 %, och äldre över 65 år 9,0 %.